# 가격 대비 성능
가격 대비 성능(價格對比性能, 영어: price–performance ratio, cost–performance, cost–benefit) 또는 단순히 가성비(價性比)는 소비자 혹은 고객이 지불한 가격에 비해 제품이나 서비스의 성능이 소비자나 고객에 얼마나 큰 효용을 주는지를 나타낸다. 즉, 가격 대비 어떤 종류의 성능도 제공할 수 있는 제품의 능력을 나타낸다. 일반적으로 다른 요인을 제외하면 가격 대비 성능 비율이 낮은 제품이 수요 곡선에서 더 바람직하다.
이 용어는 단순한 비율처럼 보이지만, 가격 대비 성능이 향상되거나 향상되거나 증가할 경우 실제로는 성능을 가격으로 나눈 것을 의미한다. 즉, 가격 대비 성능이 향상된 제품의 순위를 매기는 것은 정확히 반대 비율(즉, 역비)이다.

## 등장 배경
저성장과 경기불황의 장기화로 인해 소득 대비 소비 비중은 필연적으로 감소할 것이다. 그러나 소비를 완전히 포기할 수는 없기 때문에 최소한의 비용으로 비슷한 수준의 소비를 유지할 수 있는 방법을 찾아냈다.

## 예시
- 대학교 입학을 해서 가성비 노트북을 구매했다.

## 같이 보기
- 비용 효과 분석 (CEA)

1. ↑  정훈, 박 (2016년 2월 17일). “[가성비의 경제학] 가성비, 그 '슬픈' 경제학적 배경”. 《m.econovill.com》. 2020년 5월 22일에 확인함.